# Amegilla confusa
Amegilla confusa är en biart som först beskrevs av Smith 1854.  Amegilla confusa ingår i släktet Amegilla och familjen långtungebin. Inga underarter finns listade i Catalogue of Life.